# Lilesville
Lilesville és una població dels Estats Units a l'estat de Carolina del Nord. Segons el cens del 2000 tenia 459 habitants.

## Demografia
Segons el cens del 2000, Lilesville tenia 459 habitants, 186 habitatges i 129 famílies. La densitat de població era de 177,2 habitants per km².
Dels 186 habitatges en un 28% hi vivien nens de menys de 18 anys, en un 50% hi vivien parelles casades, en un 15,6% dones solteres, i en un 30,6% no eren unitats familiars. En el 29% dels habitatges hi vivien persones soles el 12,4% de les quals corresponia a persones de 65 anys o més que vivien soles. El nombre mitjà de persones vivint en cada habitatge era de 2,47 i el nombre mitjà de persones que vivien en cada família era de 3,04.
Per edats la població es repartia de la següent manera: un 24,4% tenia menys de 18 anys, un 8,3% entre 18 i 24, un 25,1% entre 25 i 44, un 24% de 45 a 60 i un 18,3% 65 anys o més.
L'edat mediana era de 40 anys. Per cada 100 dones de 18 o més anys hi havia 86,6 homes.
La renda mediana per habitatge era de 29.167 $ i la renda mediana per família de 40.000 $. Els homes tenien una renda mediana de 30.179 $ mentre que les dones 21.250 $. La renda per capita de la població era de 14.099 $. Entorn de l'11,9% de les famílies i el 13% de la població estaven per davall del llindar de pobresa.

## Poblacions més properes
El següent diagrama mostra les poblacions més properes.